# Condado de Lebanon
O Condado de Lebanon é um dos 67 condados do Estado americano da Pensilvânia. A sede do condado é Lebanon, e sua maior cidade é Lebanon. O condado possui uma área de 939 km²(dos quais 2 km² estão cobertos por água), uma população de 120 327 habitantes, e uma densidade populacional de 128 hab/km² (segundo o censo nacional de 2000). O condado foi fundado em 16 de fevereiro de 1813.